# Les Eustache
Les Eustache (Estachy), originaires de  Gap en Dauphiné, sont une dynastie de menuisiers-sculpteurs-organiers marseillais ayant, pendant près d'un siècle (des années 1630 au tout début de 1730) , couvert d'orgues tout le Midi Méditerranéen tant provençal que languedocien avec des excursions jusqu'à Perpignan, Mende, Rodez et Le Puy-en-Velay.

## Leur vie
À l'origine trois frères: Dominique (mort le 2 décembre 1642), Gaspard (décédé en mai 1653) et André (dont on perd la trace après la construction, avec son fils Jean, de l'orgue de Saint-Mathieu de Perpignan en 1683), installés à Marseille vers 1630, construisent, réparent, agrandissent, reconstruisent des instruments dans tout l'arc méditerranéen. Ils travaillent soit séparément, soit deux à deux (surtout Gaspard et André), soit tous les trois ensemble. Menuisiers de formation initiale, ils édifient, lorsqu'on leur en laisse la possibilité,  des buffets imposants pour l'époque, aux façades caractéristiques, toujours richement sculptés, dont certains sont parvenus jusqu'à nous comme aux cathédrales de Nîmes et de Mende et aux Grands-Carmes de Marseille. Il leur arrivait même d'accepter d'autres travaux de menuiserie puisque Gaspard et André ont réalisé un jubé et des stalles pour le chapitre cathédral de Nîmes en 1645. Après le décès de Gaspard, André assure seul la direction de l'atelier familial, puis est aidé par son fils Jean qui perpétuera la tradition familiale de 1684 aux environs de 1730.
Comme leurs rivaux marseillais, les Jullien, ils ont adopté «une esthétique nordique nuancée par une solide connaissance et une belle pratique du positif ultramontain» (Norbert Dufourcq, op.cit.1, p.109), qu'ils ont essaimée de Draguignan à Perpignan; mais plus qu'eux qui construisaient des orgues aux dimensions assez modestes, ils ont ouvert la voie pour les orgues monumentaux de Jean-Esprit Isnard et son neveu Joseph dans la seconde moitié du XVIIIe siècle.
À noter qu'un César Eustache est signalé à La Ciotat en 1742 par Norbert Dufourcq, sans que soit précisé son degré de parenté avec les précédents, et un Jean-Baptiste ou César Eustache par Jean Aubry pour le placement de la première Trompette en Chamade provençale au Récit de l'orgue de la cathédrale de Marseille en 1760.

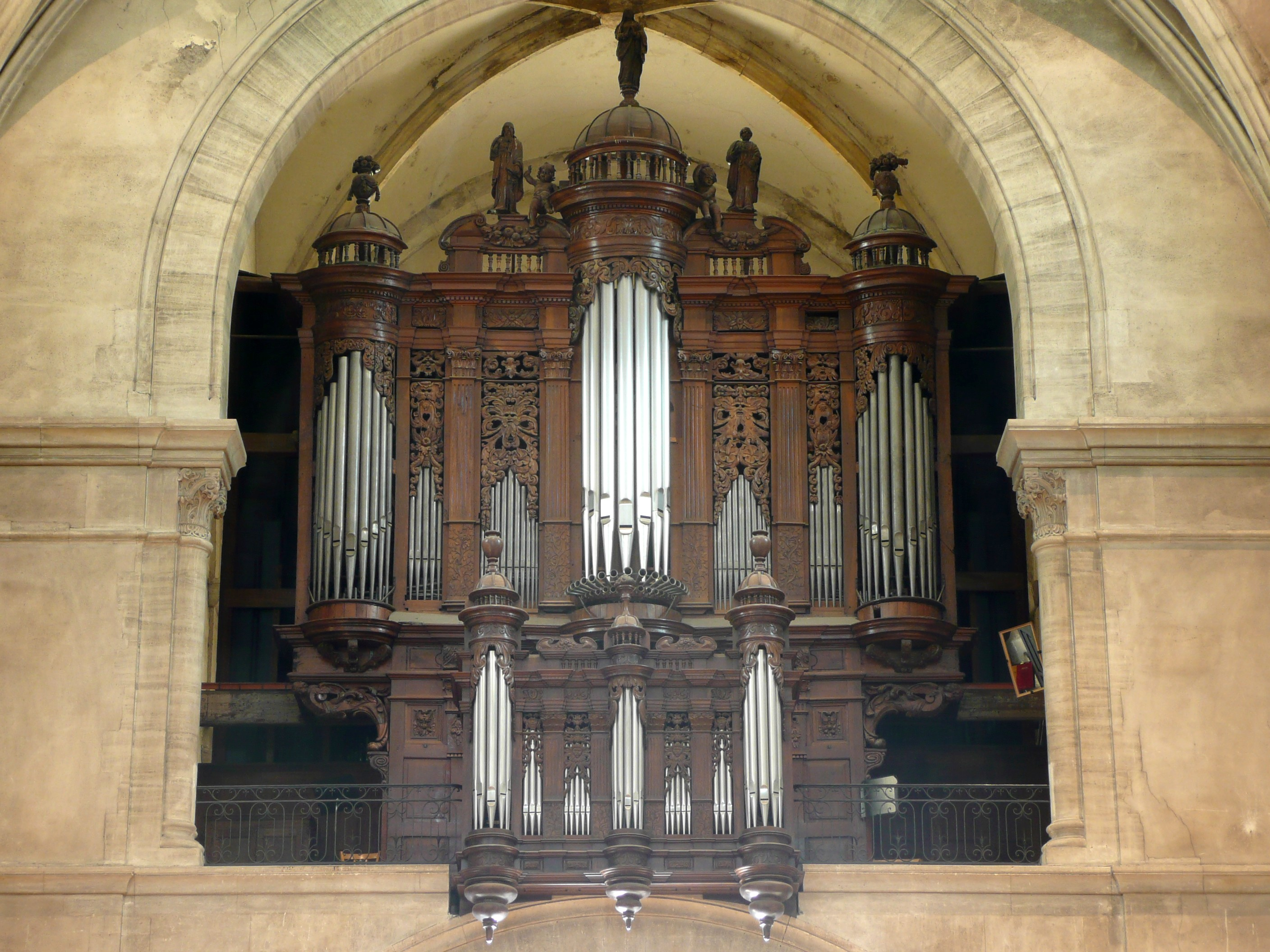
Cathédrale Notre-Dame-et-Saint-Castor de Nîmes 1643
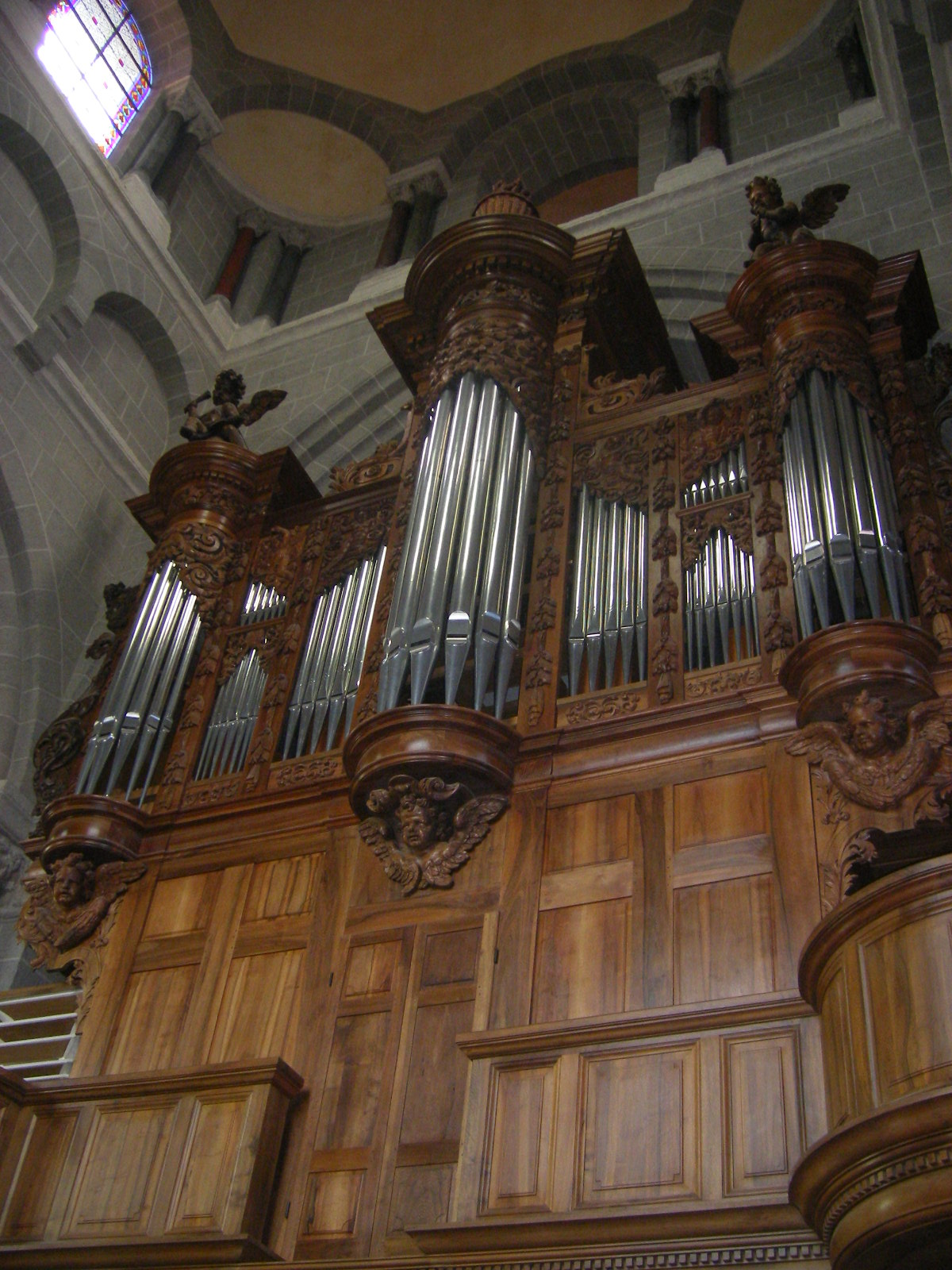
Cathédrale Notre-Dame-de-l'Annonciation du Puy-en-Velay 1689
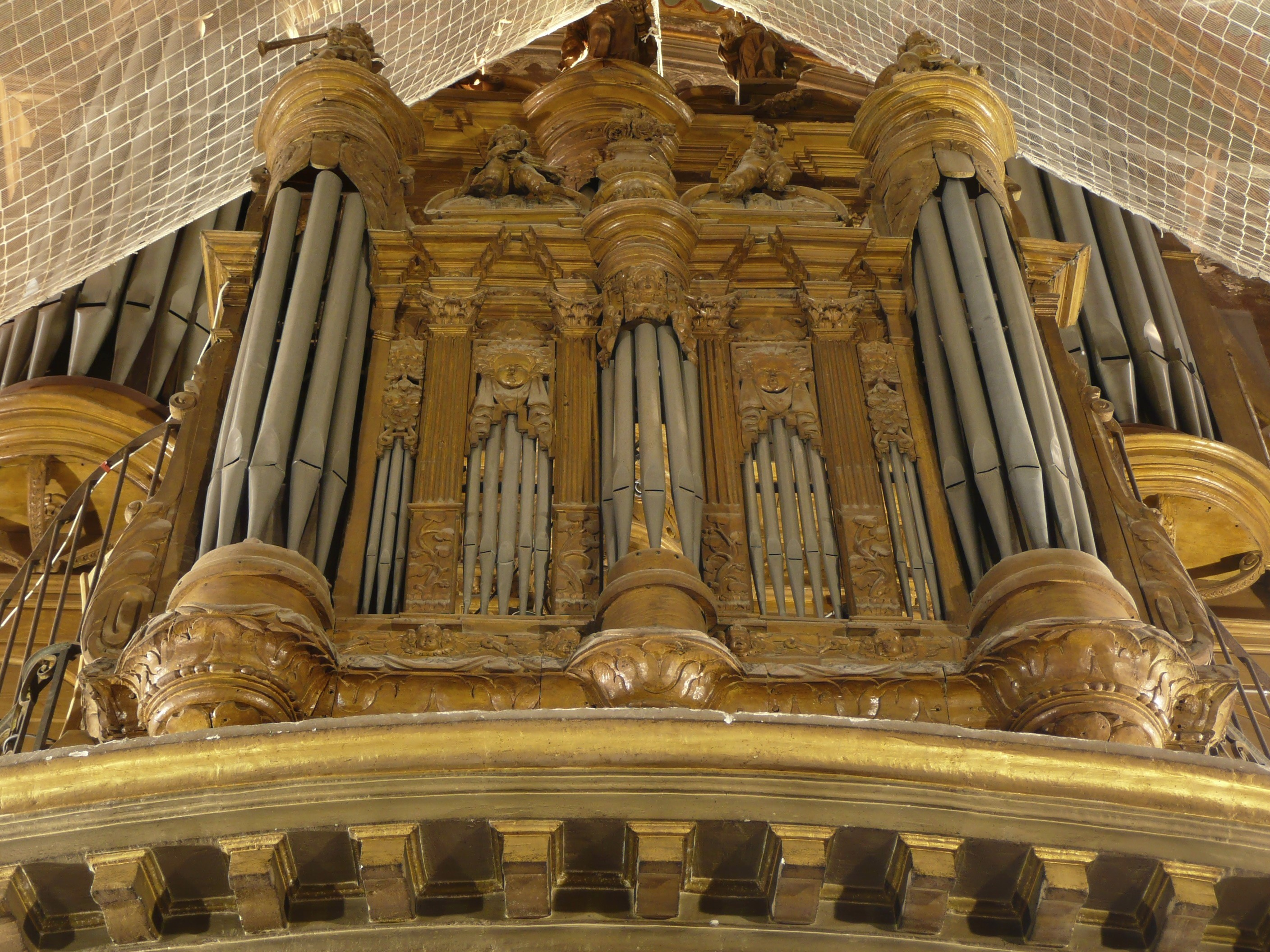
Église des Grands Carmes de Marseille
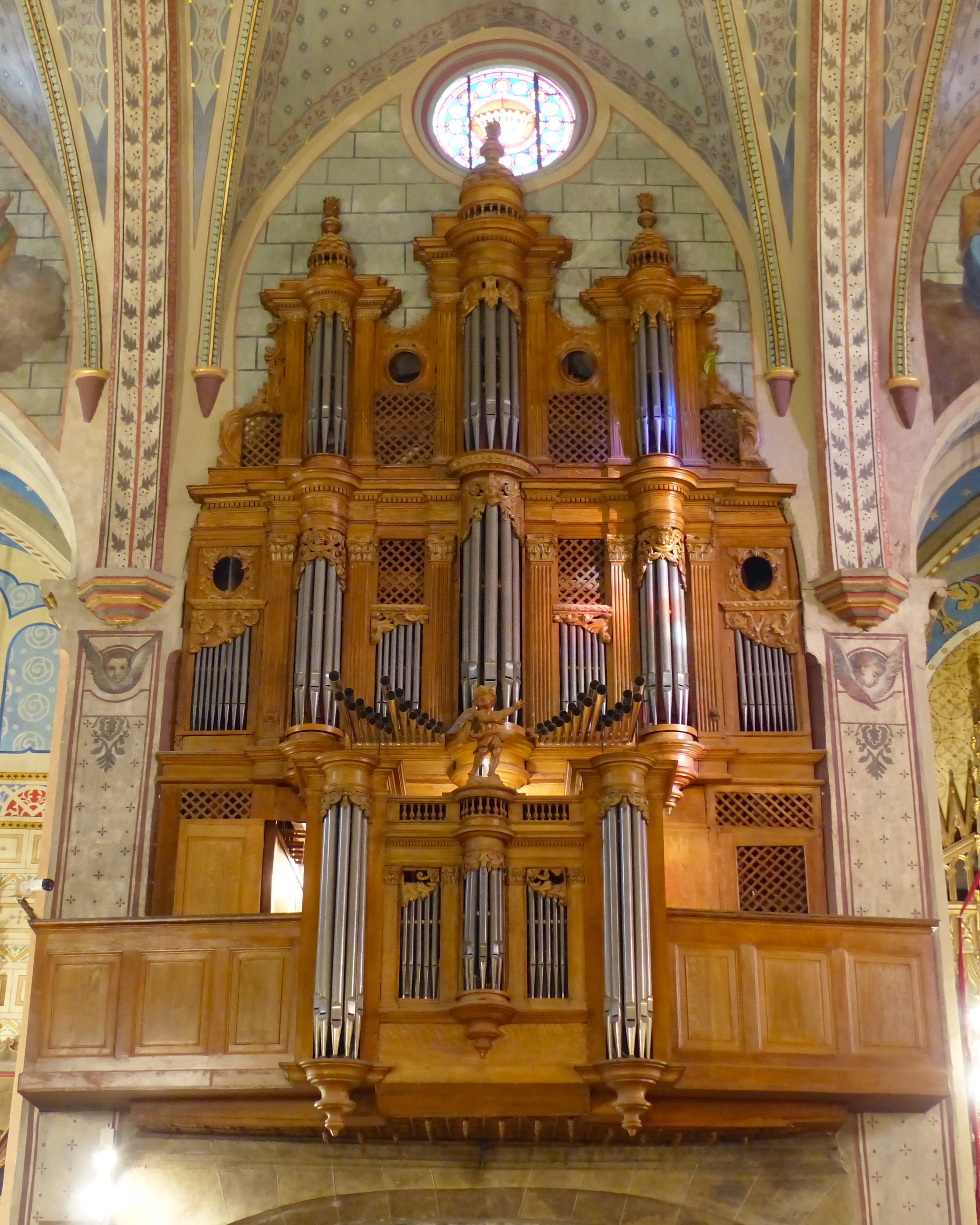
St Matthieu de Perpignan 1683
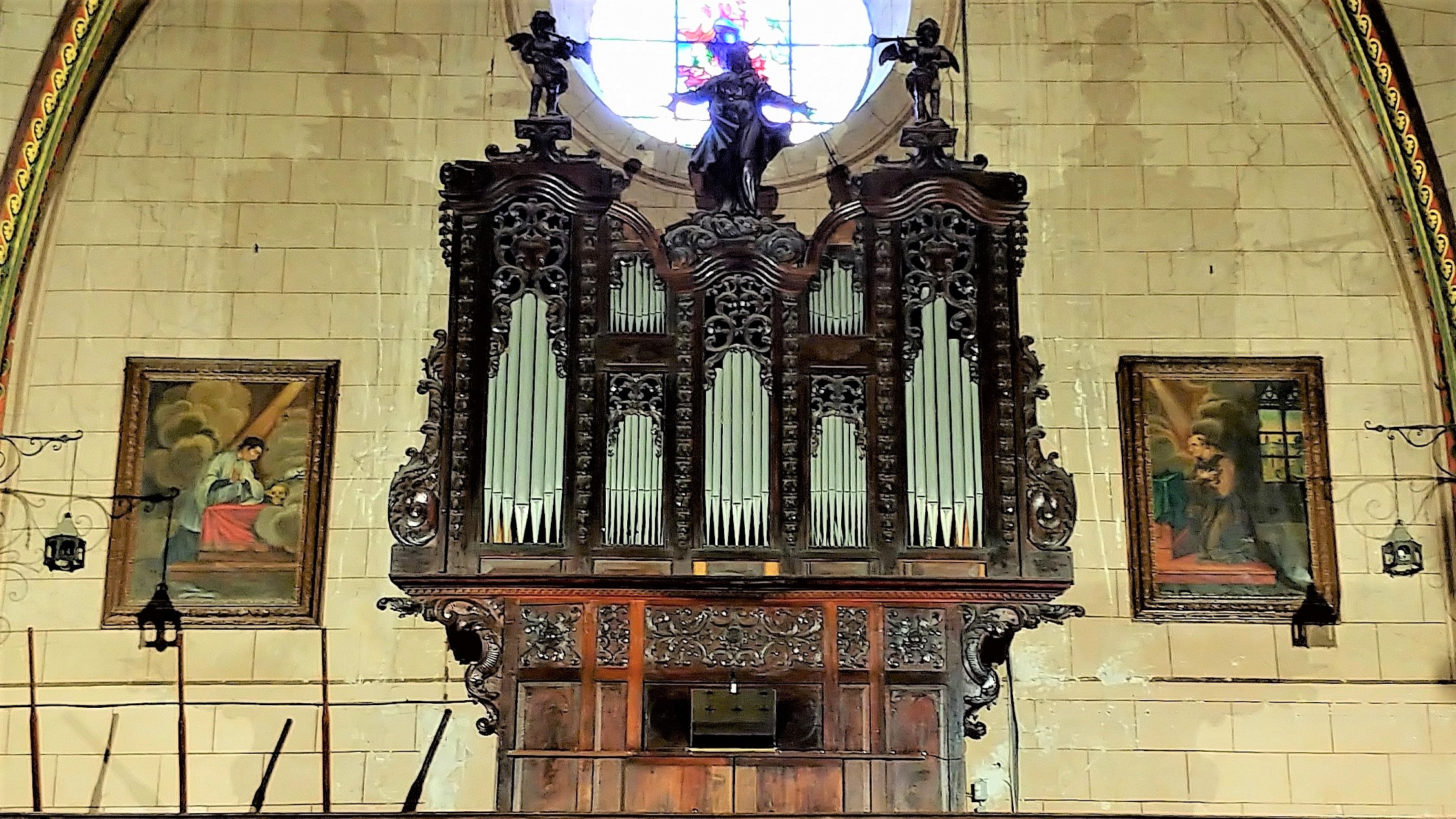
ancienne cathédrale d'Entrevaux 1717

## Leurs travaux
Leur facture est caractérisée par l'usage du plomb martelé pour les Bourdons et les Flûtes alors que les Principaux et les Cornets sont à corps d'étain sur pieds d'étoffe (alliage riche en plomb et pauvre en étain); leurs Pleins-jeux  sont encore basés sur des Fournitures progressives héritées du Moyen-Âge (cathédrale de Nîmes, cathédrale d'Orange, abbaye St Victor à Marseille, église St Laurent de Salon-de-Provence) et leurs tuyaux ne sont pas vernis pour les protéger de l'oxydation; ils posent le premier Ut # à l'encontre de leurs concurrents provençaux et marquent leur tuyauterie selon un classement voisin de celui d'Arnault de Zwolle et encore usité chez les facteurs germaniques alors qu'il a disparu de la pratique française depuis le XVIe siècle.

### En commun
- 1630 à 1636, Dominique & Gaspard, construction à l'abbaye Saint-Victor de Marseille (disparu)
- 1632 les 3 frères, reconstruction de l'orgue de Louis XI de 1463 à la cathédrale Notre-Dame du Réal d'Embrun, avec ajout d'un positif de dos que l'on peut voir aujourd'hui dans la chapelle Sainte-Anne, juste à côté de la cathédrale, restauré en 2002  par Pascal Quoirin en même temps que l'orgue de la cathédrale en 2007,  Classé MH[4]
- 1635 à 1637, les 3, cathédrale Notre-Dame-de-la-Seds de Toulon (disparu)
- 1635, Dominique, construction, cathédrale Notre-Dame-des-Pommiers de Sisteron (disparu)
- 1636, Gaspard & André restauration à la cathédrale Notre-Dame-et-Saint-Véran de Cavaillon, remplacé par Charles Royer en 1654
- 1637, Gaspard, positif de 9 jeux pour les Carmes déchaux d'Arles (disparu)
- 1637, les 3, construction, cathédrale Notre-Dame-de-Nazareth d'Orange (disparu)
- 1638, Dominique, construction, Draguignan ancienne collégiale St Michel & Notre-Dame, restauré en 1724 par son neveu Jean, disparu avec l'église vers 1864
- 1639, les 3, construction à l'église saint Laurent de Salon-de-Provence (disparu)
- 1643, Gaspard & André, construction à la cathédrale Saint-Siffrein de Carpentras; restauré vers 1700 par Jean Eustache, fils d'André; subsiste le buffet de Jean de Sels & Jacques Perrin de Cavaillon renfermant un orgue de Daublaine & Callinet aujourd'hui à l'abandon, buffet  Classé MH[5]
- 1643, Gaspard & André, construction à la cathédrale Notre-Dame-et-Saint-Castor de Nîmes, reste le buffet, l'orgue ayant été reconstruit par Michel-Merklin-Kuhn en 1896 puis par Alfred Kern en 1982, buffet  Classé MH[6]
- 1648 à 1651, Gaspard & André, construction, cathédrale Saint-Pierre de Montpellier, remplacé par Jean-François Lépine en 1778
- entre 1638 et 1650, construction aux Grands Carmes de Marseille, buffet subsistant et contenant un orgue du marseillais François Mader de 1884, muet en 2011

### André seul
- 1657, ajout d'un postif dorsal au célèbre instrument de la Cathédrale Notre-Dame de Rodez, partie sonore intégralement reconstruite en 1676 par Jean de Joyeuse,  restauré Jean-Georges & Yves Kœnig 1986,  Classé MH[7]
- 1657, construction, cathédrale de Mende, restauré et augmenté par Jean-Baptiste Isnard en 1781, restent le buffet et 871 tuyaux représentant assez pleinement le G.O. d'Eustache; restauré Jean-Georges & Yves Kœnig 1987,  Classé MH[8]
- 1665 travaux à Aubagne (disparu)
- 1666, construction, collégiale St Jean-Baptiste de Roquemaure (Gard), disparu à la Révolution
- 1676, travaux, cathédrale Notre-Dame des Doms d'Avignon (disparu)

### André avec son fils Jean
- 1682, restauration, cathédrale Saint-Jean-Baptiste de Perpignan, reconstruit par Jean de Joyeuse en 1689 puis par Aristide Cavaillé-Coll en 1858, restauré par Jean Renaud en 1993,  Classé MH[9]
- 1683, construction, St Matthieu de Perpignan, reconstruit en 1816 puis réparé en 1835 par Honoré & Antoine Grinda, et restauré par Laurent Plet en 2009,  Classé MH[10]

À partir de cette date on ne trouve plus de trace d'André dont on suppose le décès au cours ou à la fin de ce chantier.

### Jean, fils d'André
- 1689, construction,  Le Puy-en-Velay, cathédrale Notre-Dame-de-l'Annonciation, maintes fois transformé, restent buffet et quelques jeux plus ou moins complets,  Classé MH[11]
- 1691 à 1693, collégiale St Martin de Marseille, construction, à la suite de l'abandon du chantier par Lazare Royer, fils du célèbre Charles Royer; Jean en devient le titulaire; disparu avec l'église en 1887
- 1709, St Maximin-la-Sainte-Baume, travaux, remplacé par Jean-Esprit Isnard et son neveu Joseph en 1774
- 1717, Entrevaux cathédrale N.D. de l'Assomption, reconstruction & agrandissement en modifiant le buffet de Jean-Baptiste de la Farge de 1628, restauré en 1985 par Didier Chanon,  Classé MH[12]
- 1723, Notre-Dame-de-Nazareth à Valréas, reconstruction dans buffet modifié en 1667 par Nicolas Béraud, modifié en 1857 par Prosper-Antoine Moitessier, restauré par Ernest Muhleisen en 1966 et plus récemment par Alain Sals en 1985, quelques jeux subsistent;  Classé MH[13]